# Klei (Het Hogeland)
Klei of De Klei is een gehucht in de gemeente Het Hogeland in de Nederlandse provincie Groningen. Het ligt iets ten noordoosten van Ulrum, sinds de ruilverkaveling van de jaren 1960 grotendeels de Ir A.J. van den Brielweg. Klei ligt op een oude kwelderwal die zich waarschijnlijk aan het einde van de 10e eeuw heeft gevormd. De naam van het gehucht verwijst naar de grondsoort.
De Klei bestaat tegenwoordig uit een huis en acht boerderijen, waarvan twee aan de landbouw onttrokken zijn. Veel van de oorspronkelijke bebouwing is tijdens de ruilverkaveling verdwenen. De buurt wordt in 1510 voor het eerst vermeld als Clei, daarna als in de Cley; hij viel onder het kerspel Leens, maar samen met De Houw onder de rechtstoel van het Grote Reedschap te Ulrum..
Volgens Van der Aa behoorden er in zijn tijd (midden 19e eeuw) zeven boerderijen en drie arbeiderswoningen tot De Klei. De arbeiderswoningen en drie boerderijen aan de Breweelsterweg (en zijtakken daarvan) behoorden kerkelijk onder Leens en de vier westelijker gelegen boerderijen aan de Schapenweg behoorden kerkelijk onder Ulrum. De drie arbeiderswoningen werden later samengevoegd tot kwekerij 'Morgenster'. In de jaren 1930 was het aantal huisjes teruggebracht tot 1. Na de opheffing van de kwekerij is hier een nieuw huis gebouwd (Breweelsterweg 1). In de jaren 1960 is bij de ruilverkaveling de Ingenieur A.J. van de Brielweg aangelegd, die beide delen van de Klei met elkaar verbindt. De weg die ten zuiden van het huisje van de Breweelsterweg naar het noordwesten toe liep is toen weggehaald.

## Boerderijen

### Leens
Onder het kerspel Leens vielen oorspronkelijk vijf boerderijen. Twee hiervan stonden aan de westelijke zijtak van de Breweelsterweg. De westelijkste hiervan (ir. A.J. van de Brielweg 5) ligt op een huiswierde en is sinds de ruilverkaveling aan de landbouw onttrokken. De schuren dateren van 1765 of eerder. Het woonhuis is in de tweede helft van de 20e eeuw herbouwd. Vanaf de boerderij liep een voetpad naar boerderij Panser in het Ulrumse deel, waaroverheen bij de ruilverkaveling de ir. A.J. van de Brielweg is aangelegd. Direct ten oosten van deze boerderij stond nog een boerderij, die in 1965 is afgebroken en daarop beplant is met bos. Het is een van de drie oude boerenerven ten noorden van Ulrum die in beheer is bij stichting Het Groninger Landschap.
De boerderij De Kleihoeve staat op een wierde van ongeveer 2,14 meter boven NAP, ten noorden van de arbeiderswoningen aan westzijde van de weg (Breweelsterweg 7). Deze boerderij, waarvan de gebouwen stammen van rond 1885, is voortgekomen uit een oudere boerderij en een boerderij die ten noordoosten van de Breweelsterweg en ten zuiden van de Zwintocht stond. In 1938 werd deze laatste boerderij gekocht door de eigenaren van de Kleihoeve. In 1943 zou het gebouw gesloopt zijn, al komt het nog wel voor op de topografische kaart van 1953. Aan de Breweelsterweg 4 staat een boerderij aan de weg schuin tegenover De Kleihoeve. Deze boerderij stond vroeger iets oostelijker aan een betonpad in het land, ten zuiden van de boerderij die opgegaan is in de Kleihoeve. In 1987 werden de schuren herbouwd en in 1989 het woonhuis. De oude boerenplaats is nog herkenbaar aan het omgrachte perceel waarop het heeft gestaan.

### Ulrum
Onder het kerspel Ulrum vielen vroeger vier boerderijen. Tegenwoordig zijn het er vijf, waarvan een aan de landbouw onttrokken is. Aan De meest oostelijke boerderij Panser ligt in het verlengde van de Leenster boerderijen en ten oosten van de Schapenweg (ir. A.J. van de Brielweg 3). Deze kop-hals-rompboerderij ligt op een huiswierde van ongeveer 1,96 meter boven NAP en heeft een woonhuis uit 1762, schuren uit 1855 en een werktuigloods uit 1988. Rondom de boerderij lagen vroeger en dubbele gracht en singels. De grachten zijn sindsdien aan west- en zuidzijde gedempt en een deel van de singels is gekapt. Aan westzijde van de Schapenweg staat aan de ir. A.J. van de Brielweg 3 in het verlengde van deze boerderij en de boerderijen van De Hucht een boerderij op een huiswierde van ongeveer 2,78 meter boven NAP met een schuur uit 1699 en een woonhuis uit 1877. Deze boerderij is sinds 1968 aan de landbouw onttrokken.
Ten zuiden van deze beide boerderijen en direct ten noorden van de N361 staan nog drie boerderijen. Ten westen van de Schapenweg (Schapenweg 21) staat boerderij De Capel (I). Volgens overlevering zou er ooit een kapel ten westen van de boerderij hebben gestaan. In het register van weltplege van 1584, 1585 en 1586 wordt de eigenaar van de boerderij Berent Bastiaans 'bie de Capelle' genoemd. In 1983 werd het voorhuis van de boerderij herbouwd en werd er een vogel- en wallabyfokkerij gehuisvest. Aan oostzijde van de Schapenweg staan twee boerderijen. De noordelijke is De Capel II (Schapenweg 36). Deze kop-hals-rompboerderij kreeg pas later haar. Het bouwjaar van voorhuis en schuur is onbekend. In 1983 werd een ligboxenstal bijgebouwd. In 1929 werd het boerderijtje ten zuiden van De Capel II (Schapenweg 34) gebouwd, dat dat jaar werd afgesplitst van De Capel II.
Hoofdplaats: Uithuizen

Dorpen: Adorp · Den Andel · Baflo · Bedum · Eenrum · Eppenhuizen · Hornhuizen · Houwerzijl · Kantens · Kloosterburen · 't Lage van de Weg · Lauwersoog · Leens · Leenstertillen · Lutjewolde · Mensingeweer · Molenrij · Niekerk · Noordwolde · Oldenzijl · Onderdendam · Onderwierum · Oosteinde · Oosternieland · Pieterburen · Rasquert · Rodewolt · Roodeschool · Rottum · Saaxumhuizen · Sauwerd · Startenhuizen (deels) · Stitswerd · Tinallinge · Uithuizermeeden · Ulrum · Usquert · Vliedorp · Vierhuizen · Warffum · Warfhuizen · Wehe-den Hoorn · Westerdijkshorn · Westernieland · Wetsinge · Winsum · Zandeweer · Zoutkamp · Zuidwolde · Zuurdijk

Buurtschappen, gehuchten, wierden en buurten: 1e Nijhoezen · 2e Nijhoezen · 't Aagt · Abbeweer · Alinghuizen · Arwerd · Barnegaten · Bellingeweer · Bethlehem · Beusum · Bokum · Breede · Broek · Het Bultje · De Dingen · De Raken · De Vennen · Den Haver · Deikum · Doodstil · Douwen · Duisterwinkel · Eelswerd · Eemshaven · Elens · Ellerhuizen · Ernstheem · Ewer · Grijssloot · Groot Maarslag · Groot Wetsinge · De Haar · Hammeland · Den Hander · Harssens · Hefswal · Hekkum · Helwerd · Heuvelderij · Hiddingezijl · Holwinde · De Hoogte · De Horn · De Houw · 't Houweel · De Hucht · Kaakhorn · Katershorn · Kattenburg · Klei · Kleine Huisjes · Klein Garnwerd · Klein Maarslag · Klein Wetsinge · Kolham · Koningslaagte · Koningsoord · De Knijp · Kruisweg · Lutje Marne · Lutke Saaxum · Maarhuizen · (Marnehuizen) · Menkeweer · Menneweer · Midhalm · Midhuizen · Mollenhuizen · Nijenklooster · Noordpolder · Noordpolderzijl · Obergum · Oldenzijl · Oldorp · Oosterhorn · Oosterhuizen (Eenrum) · Oosterhuizen (Zuidwolde) · Oudedijk · Oudeschip · Paapstil · Panser · Plattenburg · Polen · Ranum · Reidland · Roodehaan · Schapehals · Schaphalsterzijl · Schilligeham · Schouwen · Schouwerzijl · Sint Annerhuisjes · 't Stort · De Streek · Takkebos · Ter Laan · Tijum · Valcum · Valom · Wadwerd · Walsweer · Westerhorn (De Marne) · Westerhorn (Hogeland) · Westerklooster · Westpolder · Wierhuizen · Wierum · 't Wildeveld · Willemsstreek · Zevenhuizen